# Organizacja Ludu Afryki Południowo-Zachodniej
Organizacja Ludu Afryki Południowo-Zachodniej (SWAPO, South West Africa People's Organization) – najważniejsza organizacja wyzwoleńcza w Namibii (Afryce Południowo-Zachodniej); powstała w 1960 w wyniku przekształcenia Kongresu Ludu Owambo (założonego w 1957). Następnie partia polityczna, sprawująca rządy w Namibii od chwili uzyskania niepodległości w 1990 roku.
Pierwszym liderem partii został Sam Nujoma. Na początku lat 60. padła ofiarą represji politycznych przez co niektórzy działacze kontynuowali działalność za granicą a w szczególności w sąsiedniej Botswanie. Od 1966 roku zbrojne ramię partii, Ludowa Armia Wyzwoleńcza Namibii prowadziła walkę partyzancką o niepodległość Namibii, początkowo na terenie kraju, a później - po wyparciu przez wojska RPA – z terytorium Angoli; uzyskała poparcie opinii międzynarodowej: w 1973 uznana została przez ONZ i OJA za jedynego reprezentanta ludności Namibii. Wojskom SWAPO militarnego wsparcia udzieliła Kuba i Angola. Wsparcia materialnego udzieliły z kolei Algieria, Kenia, Libia, Bułgaria, Jugosławia, Tanzania, Zambia, Związek Socjalistycznych Republik Radzieckich i Chiny.
W wyborach powszechnych w 1989 (doszło do nich po negocjacjach z RPA z udziałem ONZ) odniosła zwycięstwo, zdobywając większość w parlamencie; w 1990 jej przywódca Sam Nujoma został prezydentem niepodległej Namibii, a inny członek kierownictwa Hage Geingob – premierem. W wyborach w 1995 i 2000 Nujoma ponownie został wybrany prezydentem. Także wybory parlamentarne z 2002 i 2004 roku okazały się zwycięstwem SWAPO. Obserwatorzy nie zanotowali w trakcie ich trwania poważniejszych nadużyć. Od 2005 roku prezydentem był reprezentujący SWAPO Hifikepunye Pohamba. W 2009 roku Pohamba uzyskał reelekcję w wyborach prezydenckich. Od 2015 roku prezydentem jest Hage Geingob również będący członkiem SWAPO.
Partia ma charakter socjaldemokratyczny i centrolewicowy.